# Сантисима Анунциата (Флоренция)
Сантисима Анунциата (на латински: Santissima Annunziata) е римокатолическа базилика във Флоренция. Построена е през 1250 г. от Сервитския орден. Съвременния си облик придобива в периода 1444 – 1481 г. благодарение на усилията на Микелоцо и Леон Батиста Алберти.

## Творби
Интериорът е украсен с фрески на Росо Фиорентино, Понтормо и Андреа дел Сарто.
Вдясно от входа се намира фреската „Възнесение на Мадоната“ на Росо Фиорентино. Следват „Благовещение“ на Якопо Понтормо и „Годежът на Мария“ на Франчабиджо. След това са 2 фрески на Андреа дел Сарто. За първата, „Раждането на Мария“, се твърди, че жената, изобразена в центъра на фреската е съпругата на художника Лукреция дел Феде. На втората – „Пристигане на влъхвите във Витлеем“, изображението на мъжа със синята шапка вдясно е автопортрет на Адреа дел Сарто.
Вляво от входа се намира „Раждането на Исус“, творба на Алесо Балдовинети, след което следват сцени от житието на св. Филипо Бенинци, монах-сервит, канонизиран през 17 век, дело на Андреа дел Сарто.
Импозантният бароков балдахин изглежда леко помпозен за неголемия ренесансов храм на Микелоцо.
След като се влезе в базиликата вляво се намира бадахина. Там има фреска, изобразяваща Дева Мария. След легендите фреската е направена от монах на име Бартоломей. Рисувайки, той не успял да се справи с изобразяването на лицето на Девата и заспал. След като се събудил, установил, че образът е дорисуван.
Това е причината тази базилика да е първата спирка на младоженците във Флоренция след церемонията им. Момичетата оставят тук сватбените су букети, за да бъде щастлив бракът им.